# Emeline Roberts Jones
Pour les articles homonymes, voir Roberts et Jones.
Emeline Roberts Jones (1836-1916) est connue pour être la première femme à pratiquer la dentisterie aux États-Unis,, . À 18 ans, elle épousa Daniel Jones, dentiste de profession, et devint son assistante en 1855. Elle dut d'abord vaincre les préjugés de son époux qui jugeait les femmes inaptes à une telle profession. C'est donc à son insu qu'elle intervint auprès de patients. Ce n'est qu'après l'extraction de plusieurs centaines de dents qu'elle avait conservées et qu'elle montra à son mari que celui-ci se décida de lui permettre de l'aider en tant qu'assistante,. Après la mort de son mari en 1864 , elle continua à pratiquer la dentisterie dans l'est du Connecticut et du Rhode Island,, voyageant souvent avec une chaise de dentiste portable. De 1876 jusqu'à sa retraite en 1915, elle eut son propre cabinet situé à New Haven, Connecticut. Elle eut deux enfants, un fils et une fille.
Emeline Roberts Jones a siégé au Conseil consultatif de la femme du Congrès dentaire colombien mondial en 1893. En 1912 , elle a été élue membre honoraire de la Société dentaire du Connecticut, et en 1914 elle a été élue membre honoraire de la National Dental Association (en) . Elle mourut en 1916 âgée de 80 ans. En 1994 , elle a été intronisée, à titre posthume, au Temple de la renommée des femmes du Connecticut.